# Eulaema sororia
Eulaema sororia là một loài Hymenoptera trong họ Apidae. Loài này được Dressler & Ospina-Torres mô tả khoa học năm 1997.